# Carangoides bartholomaei
Carangoides bartholomaei es una especie de peces de la familia Carangidae en el orden de los Perciformes.

## Morfología
Los machos pueden llegar alcanzar los 100 cm de longitud total y los 14 kg de peso.

## Distribución geográfica
Se encuentra en las  costas del Atlántico occidental: desde Massachusetts (Estados Unidos) y Bermuda hasta el Golfo de México, el Mar Caribe y São Paulo (Brasil) .